# П1

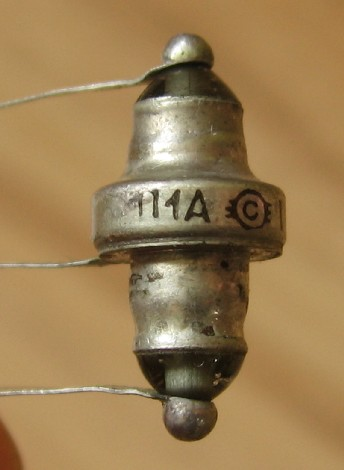
П1А выпуска 1957 года

П1 — первый советский серийный плоскостной транзистор, начало промышленного выпуска — 1955 год.
Плоскостной транзистор разрабатывался с 1953 года в московском НИИ-35 (впоследствии НПП «Пульсар») по теме «Плоскость» под руководством А. В. Красилова. Выпускался на ленинградском заводе «Светлана» с 1955 до 1960 года. Первые выпуски имели обозначения КСВ-1, КСВ-2 и некоторые другие. Из-за сложностей в освоении совершенно новых для завода технологических процессов выход годной продукции в первые месяцы производства составлял всего 2-3 %.
Транзисторы серии П1 (в зависимости от параметров маркировались от П1А до П1И) — германиевые, структуры p-n-p, изготовлены по сплавной технологии, собраны в металлическом корпусе со стеклянными изоляторами. Герметизация корпуса производилась пайкой и завальцовкой, и была недостаточно надежной. Длина корпуса 20 мм, диаметр — 10 мм, выводы ленточные, гибкие.
Вскоре после П1 был выпущен транзистор П2 (с бо́льшими рабочими напряжениями) в таком же корпусе, и П3 — большей мощности, в корпусе, снабженном дополнительным кольцевым теплоотводом. Все три транзистора выпускались по крайней мере до 1960 года.